# Рубан Марічка
Рубан Марічка (нар. 13 березня 1981, м. Харків) — українська дизайнерка, художниця, письменниця та ілюстраторка дитячих книг.

## Життєпис
Марічка Рубан народилася 13 березня 1981 року. Виросла у Світлогорську, неподалік Кременчука, до Харкова переїхала на навчання в 1999 році. Навчалася у художній школі, вищу освіту отримала на факультеті графічного дизайну в Харківській Академії Дизайну та Мистецтв. Дизайнерка працювала фрилансером, співпрацювала з агентствами «Красні», «Бумеранг», «Fedoriv», «Illustra», «Bagels and Letters» та зі студіями «Grafprom» і «Glad Head». Як ілюстраторка дебютувала у 2002 році. Її перша дитяча книга «Таємниця снігової кімнати» (у співавторстві з ілюстраторкою Тетяною Борзуновою) вийшла у 2007 році.

## Творчість
До ілюстрації дитячих книжок Марічка Рубан повернулася у 2017 році. Вона видала дві акварельні книжки-картонки для дітей від двох років — «Книга кольорів» та «Смачна цифра», які в малюнках спонукають діточок вивчати кольори, цифри та форми українською та англійською мовами.
Марічки Рубан — авторка низки творчих ілюстраційних проєктів, серед яких проєкт редизайну паперових кавових чашок для McDonalds Ukraine, ілюстрована реклама для Київського зоопарку «Fedoriv», ілюстрації для різдвяної газети мережі булочних Strck у Відні.
Марічка Рубан про творчість: "Мені подобається розвивати техніку «стихійної акварелі», прийоми а-ля прима та по-мокрому… ".

### Видання
- «Смачна лічба» (2017).
- «Хлопчача книжка» (2017—2022).
- «Дівчача книжка» (2017—2022).
- «Книга кольорів» (2017).
- «Кузьма Скрябін» (2019) — у співавторстві з Ігорем Панасовим.
- Настінний календар на 2023 рік ORNER x Марічка Рубан «Україна в акварелі».

## Благодійність
Ілюстраторка спільно з фондом «HappyPaw» створила проєкт для бездомних тварин.
З березня 2022 року Марія Рубан мешкає у Відні. Під час війни створила серію ілюстрацій з окупованими містами.